# 松森正
松森 正（まつもり ただし、1947年4月22日 - ）は、日本の漫画家。広島県生まれ、熊本県玉名市出身。

## 来歴
高校時代にデザイナーを目指し、美術部に入部して絵を描き始める。貸本漫画の読者コーナーにイラストを多数投稿し、常連投稿者として有名になる。高校卒業後、佐藤まさあきの仕事場に押しかけ、アシスタントに採用される。女性が描くのが不得意な佐藤に代わって、女性キャラを担当。
2年ほどアシスタントを務めた後、1968年に「黒い疾走の終わり」（『ヤングコミック』）で漫画家デビュー。1971年には『週刊少年キング』で「木曜日のリカ」（原作：小池一雄）を連載、以降、主に劇画雑誌で活躍。1998年より『漫画サンデー』（実業之日本社）で連載した「湯けむりスナイパー」がヒットし、テレビドラマ化されている。
兄の城野晃、甥の松森茂嘉も漫画家。

## 著作リスト
題名（原作者、掲載誌、単行本出版社／叢書、初版発行日）
- 地獄裁判（原作：小池一夫、週刊少年キング、少年画報社／ヒット・コミックス、1971/10/15 ）★表題作に短篇4作収録
- 木曜日のリカ（原作：小池一夫、週刊少年キング、少年画報社／ヒット・コミックス、1972/4/15）★1巻で中絶
  - ひばり書房／ヒットコミックス　5巻（1976/05/15～1977/01/25）★5巻で中絶、最終話未収録
  - スタジオ・シップ／ゲキガ・キング　5巻（1989/04/10～1989/08/10）★全話収録
  - 集英社／SHO|UEISYA HOME REMIX　★2巻／傑作選
- 満州お菊（原作：橋本一郎、マンガストーリー、双葉社／漫画アクションコミックス、1973/08/15）　★雑誌判／第1集で中絶／連作の前半
  - 満州お菊　哀号篇（芸文社／芸文コミックス、1974/08/02）★漫画アクションコミックスと同じ内容
  - 夕陽のロマン 満州慕情（双葉社／アクション・コミックス、1978/01/10）★連作を再編集、収録作品・題名を大幅にが変更

- まんちゅりい・ぶるうす（原作：橋本一郎、増刊ヤングコミック、芸文社／芸文コミックス、1974/3/25）★シリーズ9編に〈すとら愚る〉3編収録
  - 松文館／エースファイブコミックス（発行日未記入）★「夏草に刻まれた碑銘」および〈すとら愚る〉シリーズ未収録
- メス（原作：柿沼宏、ビッグコミックオリジナル、小学館、1974/10/1～1974/11/1）★全2巻／未収録作品あり
  - 小学館／小学館文庫（1978/11/20～1979/01/20）★全2巻
- 玉割り人ゆき（原作：三木孝祐、トップコミック、秋田書店／TOPコミックス、1975/05/20 ）★1巻で中絶／連作の一部
  - 娼妓指南／玉割り人ゆき（せぶん社／漫画ラブ＆ラブ増刊、1978/12）★雑誌判／TOPコミックスとは収録作が違う
- 餓狼の森（原作：橋本一郎、マンガストーリー、ひばり書房／ヒバリスーパーコミックス、1976/08/15）★原作者名なし
  - 松文館／エースファイブコミックス（発行日未記入）★ヒバリスーパーコミックスより1話未収録
- テキサスの鷹（原作：橋本一郎、増刊ヤングコミック、双葉社／アクション・コミックス、1977/12/20 ）
  - 松文館／エースファイブコミックス（発行日未記入）★原作者名なし、アクション・コミックスより2話未収録
  - 特殺官-ワルは死ね-（スタジオシップ／劇画キングシリーズ、1990/03/20 ）★『テキサスの鷹』を再編集、収録作が変更
- 恐怖への招待（原作：北河正郎、コミックギャング他、双葉社／アクション・コミックス、1978/04/15 ）★〈グランギニョル劇場〉ほか恐怖系の作品を収録
- 愛の伝説（原作：神保史郎、週刊漫画ゴラク、日本文芸社／ゴラク・コミックス、1979/12/25）
- 新宿女警察（原作：橋本一郎、増刊ヤングコミック＆週刊漫画アクション、芸文社／コミックブック4月号、1979/04/01）★雑誌判／〈新宿ケイサツ〉〈鉛の喪章〉の2シリーズを一つの連作としてまとめたもの
  - 薔薇のレクイエム（サン出版/ジョイ・コミックス、1981/12/01）★『新宿女警察』を再編集、収録作が変更
  - レディーコップ（スタジオシップ／劇画キングシリーズ、1992/04/20 ）★『新宿女警察』を再編集、収録作は『薔薇のレクイエム』とも違う
- 反逆児（原作：東史朗、まんがドンキイ→週刊漫画ゴラク、日本文芸社／ゴラク・コミックス、1980/07/25 ）★連作をダイジェストして収録
  - 松文館／エースファイブコミックス（発行日未記入）
- ルート・ゼロ（原作：但馬弘介、週刊漫画ゴラク、日本文芸社／ゴラク・コミックス、1980/01/10 ）
- 私は許せない（原作：北河正郎、双葉社／漫画アクションコミックス、1980/02/24）★雑誌判／〈グランギニョル劇場〉ほか恐怖系の作品を収録
- 危険な飛行（原作：林律雄、ビッグコミックオリジナル、スタジオシップ／劇画キングシリーズ、1981/10/20 ～1981/12/20）★全2巻／2巻に〈風の流れ者〉5話収録
  - さくら出版／さくらコミックス（??）★全1冊／愛蔵版
- 地球最期の日（原作：関川夏央、カスタムコミック他、日本文芸社／カスタム・コミックス、1983/05/10 ）

- ライブマシーン（原作：狩撫麻礼、アクションヒーロー、双葉社／アクション・コミックス、1983/07/09～1984/03/18 ）★全2巻
  - 双葉社／アクション・コミックス（1990/01/14）★新装版／全2巻
  - 双葉社／ 双葉文庫名作シリーズ★全2巻
- 18階の男（原作：関川夏央、カスタムコミック、日本文芸社／ゴラク・コミックス、1984/11/25 ）
- 海渡勇次郎伝 拳神（原作：小池一夫、週刊プレイボーイ、集英社／プレイボーイコミックス、1984/04/25～1987/08/25 ）★全19巻
  - スタジオシップ／劇画キングシリーズ★全14巻
  - スタジオシップ★A5サイズ版／全21巻
  - 小池書院／小池書院漫画文庫★全14巻
  - 小池書院／漫画スーパーワイド★全10巻
- 人魚海域 マーメイドゾーン（原作：滝沢解、小説宝石、講談社スコラ／スコラKC、1985/01/26 ）★連作時タイトル「女変」、1985/01/26 ）
- 南アラスカ海流（原作：関川夏央、週刊漫画アクション、双葉社、1985/03/09 ）★表題作および〈エル・オンブレ〉収録
- 微笑天使 ANGEL（原作：但馬弘介、カスタムコミック、双葉社、1987/08/17 ）
- 新宿25時（原作：但馬弘介、週刊漫画ゴラク、双葉社、1987/09/24 ）
- バッドブラッド（原作：狩撫麻礼、コミックバンバン、徳間書店／トクマ・コミックス、1988/06/01 ）
  - さくら出版／さくらコミックス（1999/07/09）★愛蔵版
  - 宙出版（2006/13/30）★コンビニ本／未収録だった二編を追加
- 六本木マル俗刑事（原作：小堀洋他、掲載誌不明、スタジオシップ／劇画キングシリーズ、1990/06/10 ）

- 片恋さぶろう（原作：小池一夫、週刊現代、スタジオシップ／劇画キングシリーズ、1992/05/20～1993/11/20 ）★全7巻
- Ω オメガ（原作：井上敏樹、月刊アフタヌーン、講談社、1996/4/23～1997/9/19 ）★全3巻
- 幽霊列車（原作：赤川次郎、コミック［文藝春秋臨時増刊］、文藝春秋／文春コミックス、1996/08/02 ）
- タイニー/THAINI（原作：工藤かずや、コミック［文藝春秋臨時増刊］→月刊コミックビンゴ、文藝春秋／ビンゴ・コミックス、1997/04/25～1997/10/25 ）★全2巻
- 警官嫌い（原作：エド・マクベイン、描き下し？、小池書院／ひゅうまんコミックシリーズ、1998/04/18）★全2巻
  - 小池書院／漫画スーパーワイド★全1巻
- 湯けむりスナイパー（原作：ひじかた憂峰（狩撫麻礼）、週刊漫画サンデー、実業之日本社／マンサンコミックス、1999/07/29～2004/09/28 ）★全16巻
  - 実業之日本社／マンサンQコミックス（2003～2004）★全2巻／秘境の殺し屋編／見えざる決闘編
  - 実業之日本社／マンサンQコミックス（2009）★全1巻／湯けむりスナイパー傑作選
  - 少年画報社／YK BEST（2003/10～2022/04/25）★全8巻
- 湯けむりスナイパーII花鳥風月編（原作：ひじかた憂峰（狩撫麻礼）、週刊漫画サンデー、実業之日本社、2006/01/20～2006/03/27 ）★全2巻
- 湯けむりスナイパーIII（原作：ひじかた憂峰（狩撫麻礼）、週刊漫画サンデー、実業之日本社、2009/04/11～2013/09/12）★全3巻

## 主な作品リスト（連載・連作）
題名（原作者、掲載誌、出版社、掲載号・連載期間）
- 執念に哭け（COM、虫プロ商事、1967/11）★新人賞
- 黒い疾走の終り（ヤングコミック、少年画報社、1968/03/12）★デビュー作
- 廃墟の鳩( 読み切り)-- コミックVAN、1968年11月28日号／未単行本化
- おれのマウンド（原作：真樹日佐夫、少年チャンピオン、秋田書店、1969/08/10～1970/0701）★創刊号より連載23回／未単行本化
- なみだのパンチ（小学四年生、小学館、1969/12～1970/01）★2回／未単行本化
- 血みどろの指令、月刊 別冊少年ジャンプ 1970年3月号／未単行本化
- 高校生無頼控（原作：おずか敬吾（小池一夫）、週刊漫画アクション、双葉社、1970/12/10～1970/12/24）★3回／1971/07/22より芳谷圭児版の連載開始／未単行本化
- 木曜日のリカ（原作：小池一雄、週刊少年キング、少年画報社、1971/01/17～1972/03/19＆1972/09/10）★58回10話および連載終了後の単発1作／スタジオシップ版『木曜日のリカ』に全話収録
- トラブル・コンサルタント美木本リカ事件簿（中三時代、旺文社、1972/06～1973/01）★8回／『木曜日のリカ』外伝だが、小池一夫原作ではない単独作品／未単行本化
- 白銀の聖夜（中二時代別冊付録、旺文社、1973/01）★『木曜日のリカ』外伝の読み切り作品／未単行本化
- さらばミュンヘンの鐘/ 読切(週刊少年キング 1972年39号) ／未単行本化
- まんちゅりい・ぶるうす（原作：橋本一郎、増刊ヤングコミック、少年画報社、1972/08/08～1973/04/10）★5話／『まんちゅりい・ぶるうす』に収録
- 満州お菊（原作：橋本一郎、マンガストーリー、双葉社、1972/11/11～1973/11/17）★26話／一部が『満州お菊』『夕陽のロマン』に収録
- すとら愚る（増刊ヤングコミック、少年画報社、1973/08/07～1974/01/08）★4話／３話が芸文コミックス版『まんちゅりい・ぶるうす』に収録
- 餓狼の森（原作：橋本一郎、マンガストーリー、双葉社、1973/12/15～1974/05/04）★8話／『餓狼の森』に収録
- メス（原作：柿沼宏、ビッグコミックオリジナル、小学館、1973/04/20～1974/08/20）★30回20話／うち15話が『メス』に収録
- スーパースター”Ｍ”（原作：荒木一郎、週刊漫画TIMES、芳文社、1974/09/07～1974/09/28）★4回／未単行本化
- 玉割り人ゆき（原作：三木孝祐、トップコミック、秋田書店、1974/11/13～1976/05/12）★34回24話／一部が『玉割り人ゆき』『娼妓指南／玉割り人ゆき』に収録
- 鉛の喪章（週刊漫画アクション、双葉社、1974/08/08～1975/02/27）★6話／『新宿女警察』『薔薇のレクイエム』『レディーコップ』に収録
- 無頼派（ならずもの）宣言（増刊ヤングコミック、少年画報社、1974/08/27～1974/11/26）★3話／未単行本化
- 怪傑ゾロ’75―或いは20世紀の神話（原作：斉木俊也、週刊漫画アクション、双葉社、1975/05/02～1975/07/17）★6回3話／未単行本化
- テキサスの鷹（原作：橋本一郎、増刊ヤングコミック、少年画報社、1975/04/08～ 1977/04/16）★13話／『テキサスの鷹』『特殺官―ワルは死ね』に収録／1話未収録
- 奸婦（原作：滝沢解、漫画ジョー、廣済堂、1976/01/15～1976/03/04）★未単行本化
- 変身譚（メタモルフォーシス）（原作：北河正郎、週刊漫画アクション増刊コムック、双葉社、1977/05/13～1977/09/21）★5話／一部は『私は許せない』に収録
- 松森正の恐怖劇場（原作：北河正郎、週刊漫画アクション増刊、1976/11/03～1977/01/07）★一部は『恐怖への招待』に収録
- 私立・新宿ケイサツ（原作：橋本一郎、増刊ヤングコミック、少年画報社、1977/06/02～1977/09/20）★4話／『新宿女警察』『薔薇のレクイエム』『レディーコップ』に収録
- グランギニョル劇場（原作：北河正郎、コミックギャング、双葉社、1977/07/26～1978/09）★12回／一部は『恐怖への招待』『私は許せない』に収録
- さくらと三郎コンビが活躍する泥棒シリーズ（原作：斉木俊也、ビッグコミックオリジナル、小学館、1977/06/05～1978/09/20）★6話、8回／未単行本化／掲載時、連作名なし
- 愛の伝説（原作：神保史郎、週刊漫画ゴラク、日本文芸社、1977/11/24～1978/07/20）★6話／『愛の伝説』に収録
- 風の流れもの（週刊漫画アクション、双葉社、1977/12/01～1978/06/15）★6話／うち5話が『危険な飛行』2巻に収録
- 反逆児（原作：東史朗、まんがドンキイ、双葉社、1978/07/29～1978/10/14）★4回／一部が『反逆児』に収録
- 南アラスカ海流（原作：関川夏央、週刊漫画アクション、双葉社、1978/10/19～1978/11/09）★4回／『南アラスカ海流』に収録
- エル・オンブレ（原作：関川夏央、掲載誌不明）★5回／『南アラスカ海流』に収録
- 危険な飛行（原作：林律雄、ビッグコミックオリジナル、小学館、1979/01/20～1979/12/20）★12回4話／『危険な飛行』に収録
- 反逆児（原作：東史朗、週刊漫画ゴラク、日本文芸社、1979/10/25～1980/03/20）★21回／まんがドンキィ連載作品の再開／一部が『反逆児』に収録
- ルート・ゼロ（原作：但馬弘介、週刊漫画ゴラク、日本文芸社、1979/01/18～1979/09/20 ）★6話／『ルート・ゼロ』に収録
- 女変（原作：滝沢解、小説宝石、光文社、1980/01～1980/08 ）★8回／単行本化にさいし『人魚海域 マーメイドゾーン』に改題
- 裏切りの輪舞（ロンド）（原作：関川夏央、週刊漫画TIMES、芳文社、1980/05/30～1980/06/06）★前後編100頁／未単行本化
- 地球最期の日（原作：関川夏央、カスタムコミック、日本文芸社、1980/07/01～1980/09/01）★2回／『地球最期の日』に収録
- 新宿25時（原作：但馬弘介、週刊漫画ゴラク、双葉社、1980/11/27～ 1981/07/03）★6話／『新宿25時』に収録
- 黄金の海図（原作：セルジオ関、週刊漫画TIMES、芳文社、1981/01/09・16～1981/01/30）★3回／未単行本化
- 微笑天使（原作：原作：但馬弘介、カスタムコミック、日本文芸社、1981/12/01～1982/04/01）★5話／『微笑天使』に収録／連載時原作者名なし
- ライブ・マシーン（原作：狩撫麻礼、アクションヒーロー、双葉社／アクション・コミックス、1982/09/01～1984/03/01）★18回／『ライブ・マシーン』に収録
- 海渡勇次郎伝 拳神（原作：小池一夫、週刊プレイボーイ、集英社、1984/01/10・17～1987/06/02 ）★177回／『海渡勇次郎伝 拳神』に収録
- 街角物語（原作：ピート・ミハル、モーニング、1985★6回／未単行本化
- バッドブラッド―悪い血脈（原作：狩撫麻礼、コミックバンバン、徳間書店／トクマ・コミックス、1987/07/15～1988/01? ）★11回10話／『バッドブラッド』に収録（全話収録は宙出版版のみ）
- ド・レッド（原作：狩撫麻礼、コミックバンバン、徳間書店、1988/03/16～? ）★掲載誌休刊により中断
- テンコの反乱（原作：矢島正雄、掲載誌不明 ）★4話が『六本木マル俗刑事』に収録
- 赤川次郎シリーズ（原作：赤川次郎、コミック［文藝春秋臨時増刊］、文藝春秋、1994/02/15～1995/05/15 ）★4話／『幽霊列車』に収録
- 片恋さぶろう（原作：小池一夫、週刊現代、講談社、1991/06/08～? ）★『片恋さぶろう』に収録
- Ω オメガ（原作：井上敏樹、月刊アフタヌーン、講談社、1995/06/01～1997/09/01 ）★27回／『Ω オメガ』に収録
- タイニー　THAINI（原作：工藤かずや、コミック［文藝春秋臨時増刊］、文藝春秋、1995/11/15～1996/02/15 ）★2回／『タイニー　THAINI』に収録
- タイニー　THAINI（原作：工藤かずや、月刊コミックビンゴ、文藝春秋、1996/06/01～1997/08/01）★15回／『タイニー　THAINI』に収録
- 湯けむりスナイパー（原作：ひじかた憂峰（狩撫麻礼）、週刊漫画サンデー、実業之日本社、1998/09/15～2004/03/02）★『湯けむりスナイパー』に収録
- 湯けむりスナイパーII花鳥風月編（原作：ひじかた憂峰（狩撫麻礼）、週刊漫画サンデー、実業之日本社、2005/04/19～2005/12/27）★『湯けむりスナイパーII花鳥風月編』に収録
- リバーズエッジ　大川探偵社（原作：ひじかた憂峰（狩撫麻礼）、週刊漫画ゴラク、日本文芸社、2006/05/26）★1作のみ／未単行本化
- 湯けむりスナイパーIII（原作：ひじかた憂峰（狩撫麻礼）、週刊漫画サンデー、実業之日本社、2007/10/13～2013/03/05）★『湯けむりスナイパーIII』に収録

- 湯けむりスナイパー 鼓動編（原作：ひじかた憂峰（狩撫麻礼）、脚本：橋本一郎、ヤングキングBULL、少年画報社、2021/06～連載中 ）

## 作品の映像化
- メス（1974年、松竹、監督：貞永方久、出演：高橋幸治／夏純子／米倉斉加年／岡田英次／三國連太郎）
- 玉割り人ゆき（1975年、東映、監督：牧口雄二、主演：潤ますみ）
- 玉割り人ゆき 西の廓夕月楼（1976年、東映、監督：牧口雄二、主演：潤ますみ）
- 湯けむりスナイパー（2009年、テレビ東京、演出・脚本：大根仁、主演：遠藤憲一）